# Primera División de Chile 1965
Primera División de Chile 1965 var den chilenska högstaligan i fotboll för herrar för säsongen 1965, som slutade med att Universidad de Chile vann för femte gången.

## Kvalificering för internationella turneringar
- Copa Libertadores 1966
  - Vinnaren av Primera División: Universidad de Chile
  - Tvåan i Primera División: Universidad Católica

## Sluttabell
Green Cross flyttades från Santiago till Temuco och slogs ihop med Deportes Temuco, och bytte namn till Green Cross-Temuco. Klubben bytte 1984 namn till Club de Deportes Temuco.
| Plac. | Lag                  | S  | V  | O  | F  | GM | IM | MSK | Poäng |
| ----- | -------------------- | -- | -- | -- | -- | -- | -- | --- | ----- |
| 1     | Universidad de Chile | 34 | 25 | 7  | 2  | 86 | 36 | 50  | 57    |
| 2     | Universidad Católica | 34 | 21 | 9  | 4  | 71 | 39 | 32  | 51    |
| 3     | Rangers              | 34 | 18 | 8  | 8  | 76 | 63 | 13  | 44    |
| 4     | Palestino            | 34 | 16 | 11 | 7  | 70 | 42 | 28  | 43    |
| 5     | Everton              | 34 | 17 | 7  | 10 | 76 | 52 | 24  | 41    |
| 6     | Green Cross-Temuco   | 34 | 14 | 7  | 13 | 51 | 46 | 5   | 35    |
| 7     | Colo-Colo            | 34 | 11 | 12 | 11 | 65 | 55 | 10  | 34    |
| 8     | Audax Italiano       | 34 | 12 | 10 | 12 | 43 | 39 | 4   | 34    |
| 9     | Deportes La Serena   | 34 | 12 | 10 | 12 | 57 | 59 | -2  | 34    |
| 10    | Santiago Wanderers   | 34 | 13 | 7  | 14 | 55 | 54 | 1   | 33    |
| 11    | O'Higgins            | 34 | 11 | 11 | 12 | 49 | 53 | -4  | 33    |
| 12    | Unión Española       | 34 | 12 | 7  | 15 | 73 | 65 | 8   | 31    |
| 13    | Magallanes           | 34 | 11 | 9  | 14 | 41 | 57 | -16 | 31    |
| 14    | Unión San Felipe     | 34 | 13 | 3  | 18 | 59 | 86 | -27 | 29    |
| 15    | Santiago Morning     | 34 | 4  | 18 | 12 | 43 | 59 | -16 | 26    |
| 16    | San Luis             | 34 | 5  | 13 | 16 | 45 | 66 | -21 | 23    |
| 17    | Unión La Calera      | 34 | 8  | 7  | 19 | 41 | 73 | -32 | 23    |
| 18    | Coquimbo Unido       | 34 | 1  | 8  | 25 | 24 | 81 | -57 | 10    |

| Primera División Vinnare av Primera División 1965 |
| ------------------------------------------------- |
| Chile                                             |
| Universidad de Chile 5:e titeln                   |